# Лонг Бич (Вашингтон)
Лонг Бич (енгл. Long Beach) град је у америчкој савезној држави Вашингтон. По попису становништва из 2010. у њему је живело 1.392 становника.

## Демографија
Према попису становништва из 2010. у граду је живело 1.392 становника, што је 109 (8,5%) становника више него 2000. године.
| Група             | 2000.         | 2010.         |
| Белци             | 1.117 (87,1%) | 1.225 (88,0%) |
| Афроамериканци    | 1 (0,1%)      | 1 (0,1%)      |
| Азијати           | 18 (1,4%)     | 18 (1,3%)     |
| Хиспаноамериканци | 62 (4,8%)     | 107 (7,7%)    |
| Укупно            | 1.283         | 1.392         |